# Empiryzm w przyrodzie
Empiryzm w przyrodzie – w dydaktyce matematyki jest to rodzaj uogólniania matematycznego opartego na indukcji przyrodniczej (wnioskowanie empiryczne). Jest to proces odkrywania ogólnych praw na podstawie obserwacji i doświadczenia w konkretnej przestrzeni fizycznej.
Prof. Krygowska charakteryzuje to pojęcie następująco:

Uczeń obserwuje fizyczne stosunki przestrzenne lub ilościowe, występujące w jego naturalnym otoczeniu, w modelu lub na rysunku i bezpośrednio je matematyzując, to jest opisując w terminach matematycznych to, co widzi lub stwierdza doświadczeniem, formułuje hipotezę matematyczną.